# Chiesa di Sant'Andrea (Ampugnano)
La chiesa di Sant'Andrea ad Ampugnano è un edificio sacro situato ad Ampugnano, nel comune di Sovicille, in provincia di Siena, arcidiocesi di Siena-Colle di Val d'Elsa-Montalcino.

## Storia e descrizione
Della struttura originaria romanica conserva il tratto finale della navata e l'abside semicircolare. Dopo un periodo di relativa prosperità nel corso del Trecento, la parrocchia, impoverita di rendite e non più in grado di mantenere un rettore, fu annessa, durante il secolo successivo, a quella di Sovicille.
Sulla parete sinistra si conserva un affresco quattrocentesco raffigurante i Santi Girolamo, Andrea, Bernardino e, nel timpano, Cristo benedicente.